# ستيوارت توك
ستيوارت توك (بالإنجليزية: Stuart Tuck)‏ هو لاعب كرة قدم بريطاني في مركزي قلب الدفاع والدفاع، ولد في 1 أكتوبر 1974 في برايتون في المملكة المتحدة. لعب مع إيستبورن بوروه وبرايتون أند هوف ألبيون.

## وصلات خارجية
- ستيوارت توك على موقع قاعدة بيانات كرة القدم.إي يو (الإنجليزية)
- ستيوارت توك على موقع Soccerbase.com (لاعب) (الإنجليزية)